# Kyle Gass
Kyle Richard Gass (Walnut Creek, 14 luglio 1960) è un chitarrista e attore statunitense.
Fa parte della band Tenacious D insieme all'attore e musicista Jack Black, con cui ha recitato nel film Tenacious D e il destino del rock.
Ha recitato in vari film, tra cui Il prezzo della libertà.

## Filmografia parziale
- Brain Dead, regia di Adam Simon (1990)
- Allucinazione perversa (Jacob's Ladder), regia di Adrian Lyne (1990)
- Il rompiscatole (The Cable Guy), regia di Ben Stiller (1996)
- Il prezzo della libertà (Cradle Will Rock), regia di Tim Robbins (1999)
- Amore a prima svista (Shallow Hal), regia di Peter Farrelly e Bobby Farrelly (2001)
- Evolution, regia di Ivan Reitman (2001)
- Assatanata (Saving Silverman), regia di Dennis Dugan (2001)
- Friends (3 episodi, 2003) - serie TV
- Elf - Un elfo di nome Buddy (Elf), regia di Jon Favreau (2003)
- Tenacious D e il destino del rock (Tenacious D in The Pick of Destiny), regia di Liam Lynch (2006)
- Svalvolati on the road (Wild Hogs), regia di Walt Becker (2007)
- Kung Fu Panda (2008) - voce
- Wieners - Un viaggio da sballo (Wieners), regia di Mark Steilen (2008)
- Sex Movie in 4D, regia di Sean Anders (2008)
- Anno uno (Year One), regia di Harold Ramis (2009)
- Beverly Hills Chihuahua 3: Viva La Fiesta! (Beverly Hills Chihuahua 3), regia di Lev L. Spiro (2012)
- 2 Broke Girls - serie TV, 1 episodio (2013)

## Doppiatori italiani
- Paolo Bernardini in Kung Fu Panda
- Lucio Saccone in Tenacious D e il destino del rock
- Vittorio Stagni in Friends

## Curiosità
È apparso nel videogioco Brutal Legend nelle vesti di un amico del protagonista, a sua volta impersonato da Jack Black.
Sempre con Black è apparso nel video musicale dei Foo Fighters Learn to Fly.